# Jeszcze przed chwilą
Jeszcze przed chwilą – utwór z repertuaru zespołu Skaldowie, skomponowany przez Andrzeja Zielińskiego, z tekstem Leszka Aleksandra Moczulskiego, zamykający przebojową płytę "Cała jesteś w skowronkach" z 1969 roku. W utworze partię solową, obok Andrzeja Zielińskiego, śpiewa Maryla Rodowicz, debiutująca wówczas na płycie długogrającej. Po raz pierwszy utwór nagrany został pod koniec 1968 roku dla Polskiego Radia, z nieco zmodyfikowanym przez Agnieszkę Osiecką tekstem. Skaldowie wykonywali ten utwór na koncertach niezwykle rzadko.
Utwór, utrzymany w tonacji Des-dur, oparty jest głównie na współbrzmieniu dwóch gitar, Jerzego Tarsińskiego i Krzysztofa Paliwody – ten drugi wplata weń wiele błyskotliwych zagrywek, z pogranicza estetyki jazzowej i country. Brak instrumentów klawiszowych w wersji płytowej utworu, co u Skaldów stanowi dużą rzadkość.

## Muzycy biorący udział w nagraniu
- Andrzej Zieliński – śpiew, fortepian (tylko w wersji radiowej);
- Maryla Rodowicz – śpiew;
- Krzysztof Paliwoda – gitara;
- Jerzy Tarsiński – gitara;
- Konrad Ratyński – gitara basowa;
- Jan Budziaszek – perkusja;
- Jacek Zieliński – instrumenty perkusyjne;